# Presidente da Bielorrússia
O Presidente da República da Bielorrússia (em bielorrusso:  Прэзідэнт Рэспублікі Беларусь, em russo:  Президент Республики Беларусь) é o chefe de Estado da Bielorrússia. O cargo foi criado em 1994 com a aprovação da Constituição da Bielorrússia pelo Conselho Supremo. Isso substituiu o cargo de Presidente do Conselho Supremo como chefe de Estado. As tarefas do presidente incluem a execução da política externa e interna, a defesa dos direitos e o bem-estar geral dos cidadãos e residentes, e a manutenção da Constituição. O presidente é encarregado pela Constituição de servir como líder nos assuntos sociais do país e atuar como seu principal representante no exterior. Os deveres, responsabilidades e outras cláusulas transitórias que tratam da presidência estão listados no Capítulo 3, artigos 79 a 89, da Constituição.
O mandato para o presidente é de cinco anos, mas devido a um referendo de 1996, a eleição que deveria ocorrer em 1999 foi adiada para 2001. De acordo com a Constituição de 1994, o presidente só poderia servir por dois mandatos como presidente, mas devido a uma mudança na Constituição, os limites de mandato foram eliminados.

## Lista de presidentes
| Nº                      | Presidente              | Presidente              | Eleição                            | Início do mandato       | Fim do mandato          | Partido                 |
| Presidente da República | Presidente da República | Presidente da República | Presidente da República            | Presidente da República | Presidente da República | Presidente da República |
| ----------------------- | ----------------------- | ----------------------- | ---------------------------------- | ----------------------- | ----------------------- | ----------------------- |
| 1                       |                         | Alexander Lukashenko    | 1994 2001 2006 2010 2015 2020 2025 | 20 de julho de 1994     | presente                | Independente            |